# 沃爾庫塔礦難
沃爾庫塔礦難，是指2016年2月25日發生在俄羅斯科米共和国的沃尔库塔的礦難事故，事故原因是瓦斯外洩而引起的氣爆。

## 历史
該礦井由北方鋼鐵集團（ПАО «Северсталь»）的子公司沃尔库塔煤炭（АО «Воркутауголь»）經營。事故發生時有110名工人在井内，80人被救出，26人失蹤，4人死亡。當地時間28日清晨，在救援过程中，井内再度發生爆炸，導致5名救難人員及1名礦工死亡，随后中止救援。當局不願宣布受困的26人死亡，但官員承認，由於這些人受困於超過700公尺的地底下，爆炸後產生高溫且空氣稀薄，他們沒有機會存活。
當地政府已宣布為亡者哀悼三天，而因救難死亡的人員將獲頒國家獎章。